# Severin von Eckardstein
Severin von Eckardstein (* 1. August 1978 in Düsseldorf) ist ein deutscher Konzertpianist und Hochschullehrer.

## Leben
Seinen ersten Klavierunterricht erhielt von Eckardstein im Alter von sechs Jahren. Es folgten Studien zunächst als Jungstudent bei Barbara Szczepanska (Robert Schumann Hochschule Düsseldorf), bei Karl-Heinz Kämmerling (Hochschule der Künste, Hannover/Salzburg) sowie später bei Klaus Hellwig (Hochschule der Künste Berlin). Hier legte er auch sein Konzertexamen ab. Zusätzliche Studien führten ihn an die International Piano Academy Lake Como, Italien. Von Eckardstein nahm an zahlreichen Meisterkursen teil und erhielt u. a. privaten Unterricht von Alfred Brendel.
Seine schulische Ausbildung absolvierte er am Fürst-Johann-Moritz-Gymnasium in Siegen.
Schon während seiner Schulzeit trat von Eckardstein öffentlich auf. Bald war er mit Rezitalen und Orchesterwerken auf vielen, auch internationalen Podien präsent. So gab er viel beachtete Konzerte u. a. in Berlin, München, Moskau, St. Petersburg, Kairo, London, Paris, Madrid, Houston, New York, Amsterdam, Budapest, Hong-Kong, Tokyo oder Seoul. Mehrfach war von Eckardstein Gast beim Klavier-Festival Ruhr, beim Miami International Piano Festival, spielte beim Schleswig-Holstein Musik Festival und beim Festival La Roque d’Anthéron. In der renommierten Piano-Solo Reihe ‚Meesterpianisten‘ im Concertgebouw Amsterdam war er regelmäßig präsent. Die „Raritäten der Klaviermusik“ in Husum schätzen sein besonderes Interesse auch für außergewöhnliche Programme.
Von Eckardstein gastierte u. a. mit den Dirigenten Philippe Herreweghe, Lothar Zagrosek, Marek Janowski, Valery Gergiev, Paavo Järvi und Jaap van Zweden.
Seit 2023 ist er Professor an der Hochschule für Musik und Tanz Köln und unterrichtet Klavier und Kammermusik am Standort Aachen.

## Ehrungen und Auszeichnungen
- 1990 Gewinner des Steinway-Wettbewerbs in Hamburg
- 1992 Gewinner des Wettbewerbs Jugend musiziert auf Bundesebene
- Preisträger beim internationalen Klavierwettbewerbs Incontro Internazionale Giovani Pianisti, Senigallia (Italien)
- Preisträger des Internationalen Musikwettbewerbs der ARD, München
- 1998 Preisträger des Busoni-Wettbewerbs in Bozen
- 2000 Preisträger der Leeds International Piano Competition[2]
- 2003 Gewinner des Grand Prix International Reine Elisabeth in Brüssel
- Stipendiat der Mozartgesellschaft, Dortmund
- Stipendium der Studienstiftung des Deutschen Volkes
- Stipendium der Jürgen Ponto-Stiftung
- Förderpreisträger der Trude Fischer Stiftung in Düsseldorf
- 2002 Europäischer Kulturförderpreis in Berlin
- 2003 Preis Echo Klassik

## Diskografie
- Olivier Messiaen: La Rousserolle effarvatte (Catalogue d´oiseaux, No. 7), Leoš Janáček: Piano Sonata „1. X. 1905“, Sergei Prokofiev: Piano Sonata No. 8 op. 84 (Label: Dabringhaus & Grimm)
- Herchenröder, Martin: Kontakte, Miniaturen, Etüden No. 2, 3, 4, Stücke über den Tod, Winternachtmusik (Label: Neos)
- Scriabin, Alexander: 24 Preludes op.11, Piano Sonata No. 8 op. 66, Piano Sonata No. 3 op. 23 (Label: Dabringhaus & Grimm)
- Glazunov, Alexander: Piano Concerto No. 1 op. 92, Symphony No. 5 op. 55, National Orchestra of Belgium, Cond. Walter Weller (Label: Fuga Libera)
- Wolfgang A. Mozart: Piano Concerto No. 25 and No. 24, arranged by Nepomuk Hummel with Andrea Lieberknecht (Flute), Andrej Bielow (Violin), Nicolas Altstaedt (Cello), Franz Schubert: Moments musicaux op. 94, D 780, Maurice Ravel: Miroirs, Sergei Prokofiev: Sonata No. 4 (Edition Piano Festival Ruhr)
- Metner, Nikolaj: Canzona matinata op. 39,4; Sonata tragica op. 39,5, Sonata op. 25.2 („Night Wind“) (Label: Dabringhaus & Grimm)
- Micháns, Carlos: With Utrecht String Quartet: ‚Quintet for String Quartet and Piano‘ and more (Label: Dabringhaus & Grimm)
- Schubert, Franz: Piano Sonata D 840; Piano Sonata D 959, (Label: Fuga Libera)
- Wagner, Richard: Arrangements for Piano by Louis Brassin, Ferruccio Busoni, August Stradal, Sidney Corbett, Zoltán Kocsis, Moritz Moszkowski (Label: Dabringhaus & Grimm)
- Schumann, Robert: Three Phantasy Pieces op. 111, Phantasy Pieces op. 12, Phantasy in C Major op. 17 (Label: Avi for music, Radio Bremen)
- Gabriel Dupont: La maison dans les dunes, Claude Debussy: Images Book 1 & 2 (Label: Artalinna)
- Prokofiev, Sergei: Piano Sonata No. 6 op. 82, Piano Sonata No 7 op. 83, Piano Sonata No. 8 op. 84 (Label: Avi for music, Radio Bremen)
- Adolf Jensen: Eroticon, Julius Reubke: Scherzo, Robert Schumann: Kreisleriana (Label: Artalinna)
- Alexander Skrjabin: Vers la flamme, Richard Strauss: Tod und Verklärung (arr. for Piano: S. v. Eckardstein), Olivier Messiaen: Regard de l’Eglise d’amour, Severin v. Eckardstein: Improvisation, Ludwig van Beethoven: Sonata op. 111 (Label: Avi for Music)
- Korngold, Erich Wolfgang with Alma Quartet: String Quartet No. 1 op. 16, Piano Quintet op. 15 (Label: Challenge Records)